# Agnieszka Wieszczek
Agnieszka Jadwiga Wieszczek-Kordus, född den 22 mars 1983 i Wałbrzych, Polen, är en polsk brottare som tog OS-brons i tungviktsbrottning i damklassen 2008 i Peking. 